# NGC 5146
NGC 5146 (również PGC 47055) – galaktyka eliptyczna (E-S0), znajdująca się w gwiazdozbiorze Panny. Odkrył ją William Herschel 9 maja 1784 roku.